# Kaizuka
Kaizuka (貝塚市, Kaizuka-shi) est une ville de la préfecture d'Osaka au Japon. 

## Géographie

Kaizuka au sein de la préfecture d'Osaka.

### Localisation
Kaizuka est située au sud de la préfecture d'Osaka, au bord de la baie d'Osaka. Le mont Izumi Katsuragi occupe une partie du territoire de la ville.

### Démographie
En mars 2024, la population de la ville de Kaizuka était de 82 146 habitants répartis sur une superficie de 43,93 km2.

## Histoire
Le bourg moderne de Kaizuka est créé en 1889. Il devient une ville le 1er mai 1943.

## Culture locale et patrimoine

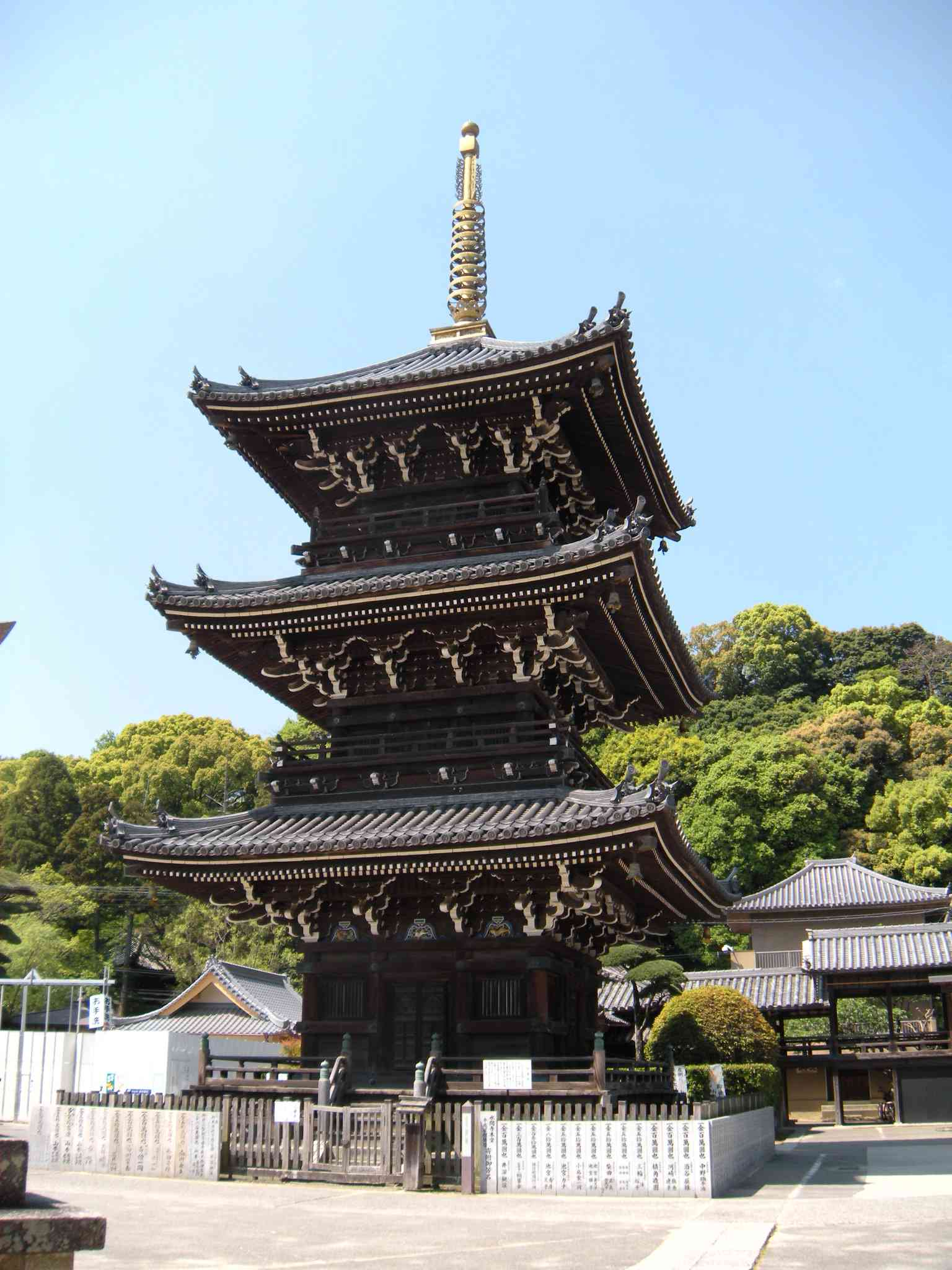

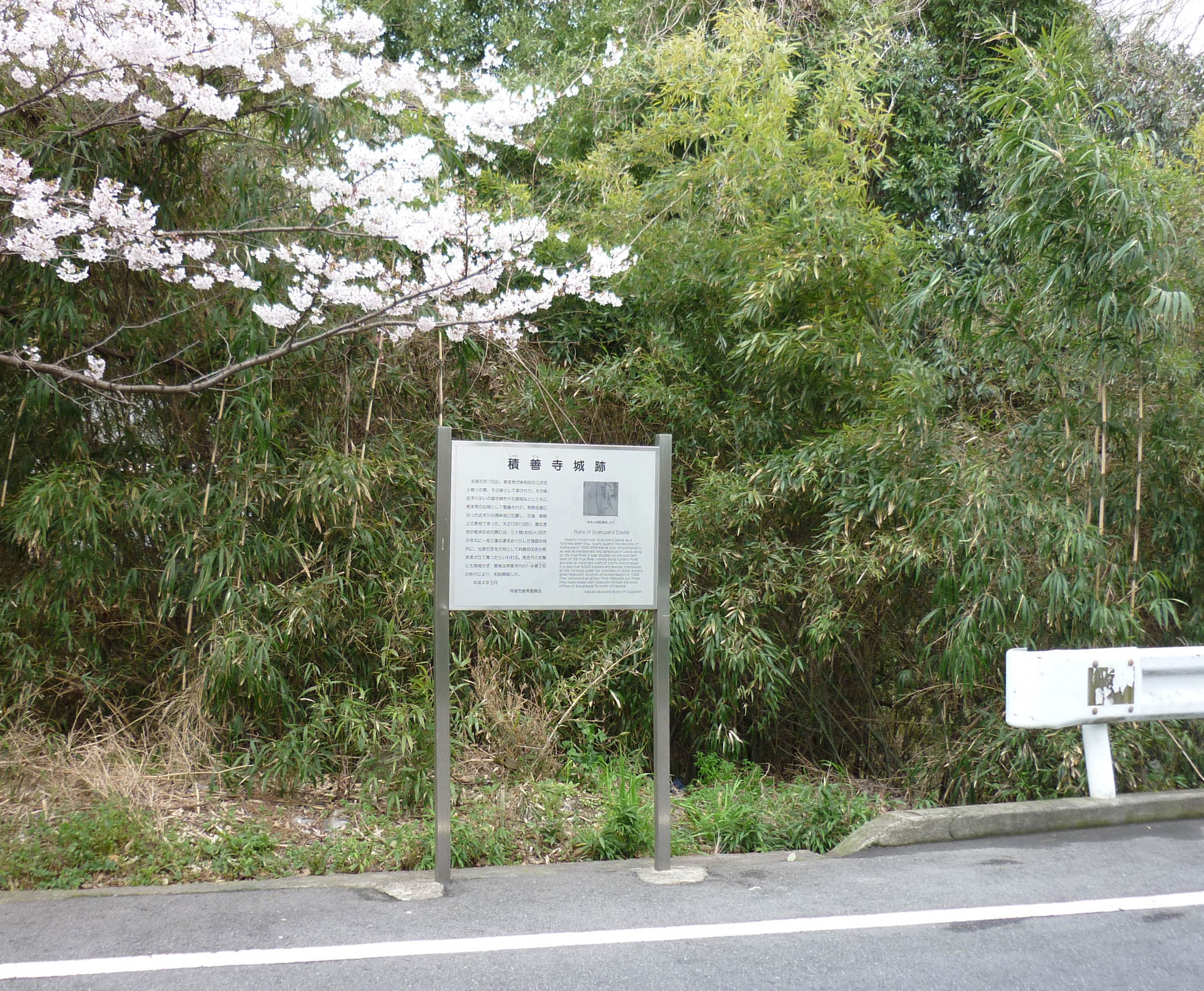

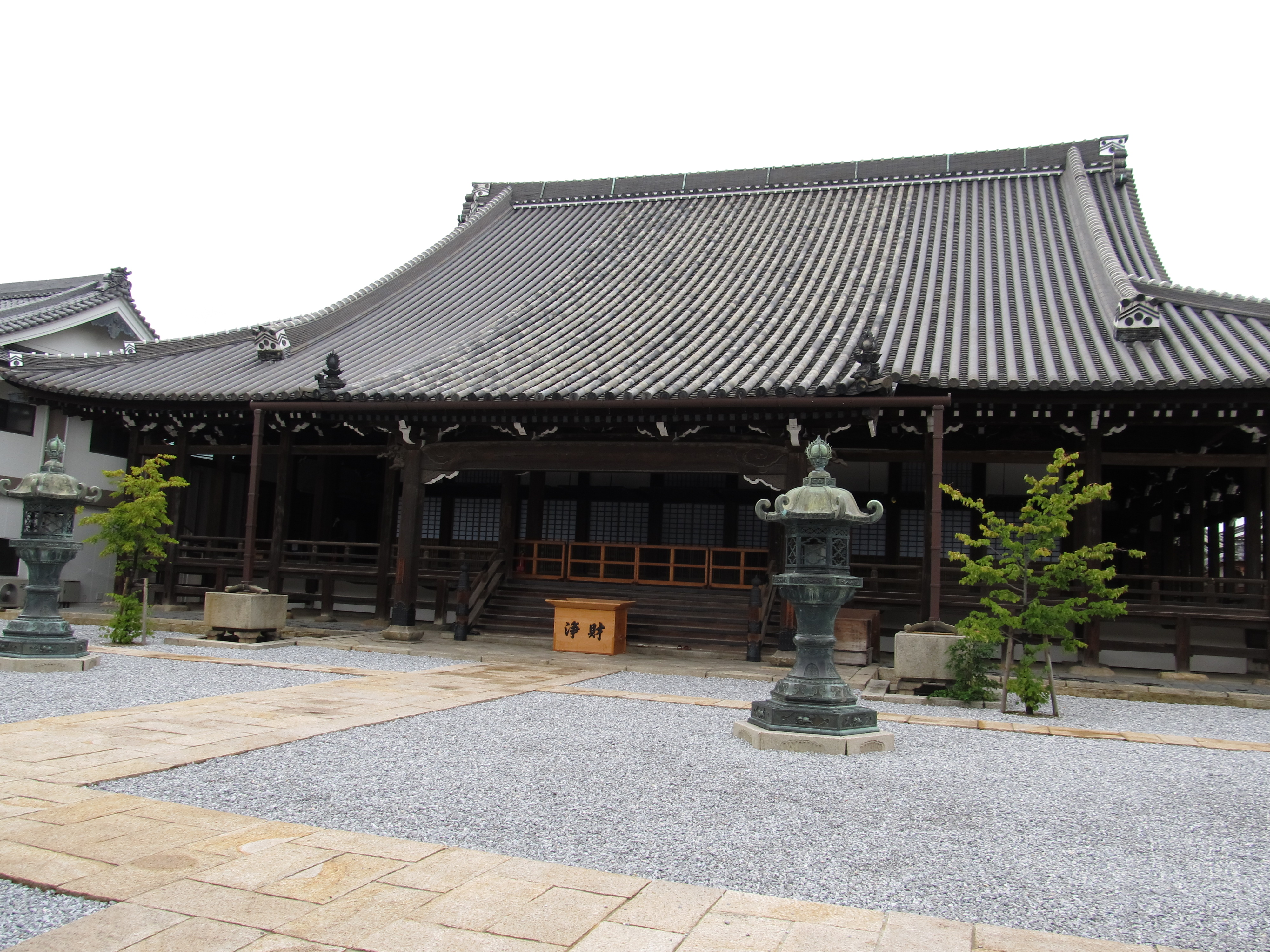
Gansenji.

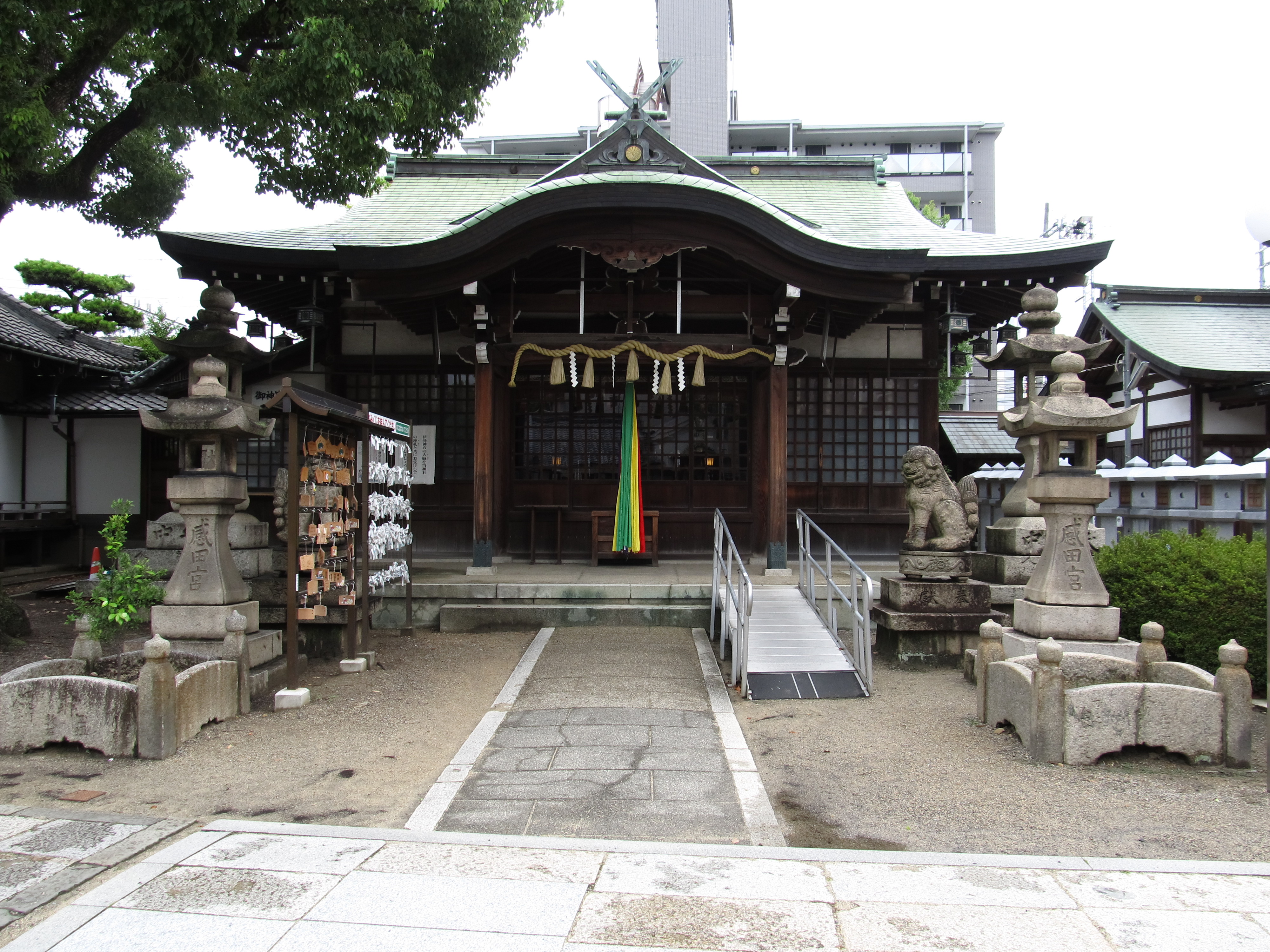
Kanda-jinja.

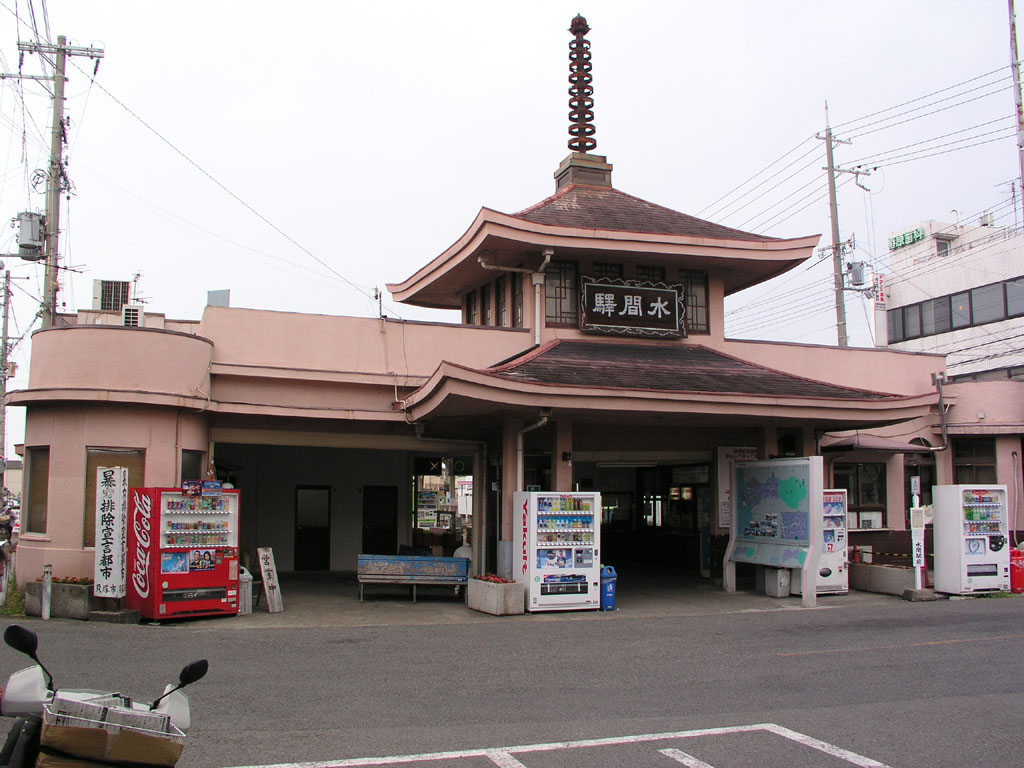
Gare Mizuma Kannon.

- Kōon-ji
- Mizuma-dera

- Vestiges du château Shakuzenji

- Temple Gansen

- Kanda-jinja

- Gare Mizuma Kannon

## Transports
Kaizuka est desservie par la ligne Hanwa de la JR West, la ligne principale Nankai de la Nankai et la ligne Mizuma de la Mizuma Railway. La gare de Kaizuka est la principale gare de la ville.

## Jumelage
Kaizuka est jumelée avec :
- Culver City (États-Unis)
- Saint-Hélier (Jersey)

## Personnalités originaires de Kaizuka
- Iwahashi Zenbei (1756-1811), astronome
- Aya Hisakawa (née en 1968), chanteuse et seiyū